# Jarno Lion
Jarno Lion (Asse, 13 februari 2001) is een Belgisch voetballer die in het seizoen 2021/22 door KV Mechelen wordt uitgeleend aan Helmond Sport.

## Carrière
Lion genoot zijn jeugdopleiding bij Wolvertem SC, KV Mechelen, Club Brugge en opnieuw KV Mechelen. In januari 2020 mocht hij met de A-kern van KV Mechelen mee op winterstage naar Spanje.
In de zomer van 2021 werd hij, samen met Jules Houttequiet en Ilias Breugelmans, uitgeleend aan partnerclub Helmond Sport, dat ook al Maxime De Bie en Gaétan Bosiers huurde van de Mechelaars. Op 6 augustus 2021 maakte hij er zijn officiële debuut in het profvoetbal: op de eerste competitiespeeldag van de Keuken Kampioen Divisie kreeg hij van trainer Wil Boessen meteen een basisplaats tegen FC Den Bosch. Lion groeide als stofzuiger op het middenveld meteen uit tot een vaste waarde bij Helmond Sport. In maart 2022 verlengde KV Mechelen zijn aflopende contract tot 2023.

## Clubstatistieken
| Seizoen                        | Club            | Land           | Competitie      | Competitie | Competitie | Beker | Beker | Totaal | Totaal |
| Seizoen                        | Club            | Land           | Competitie      | Wed.       | Dlp.       | Wed.  | Dlp.  | Wed.   | Dlp.   |
| ------------------------------ | --------------- | -------------- | --------------- | ---------- | ---------- | ----- | ----- | ------ | ------ |
| 2021/22                        | KV Mechelen     | België         | Eerste klasse A | 0          | 0          | 0     | 0     | 0      | 0      |
| 2021/22                        | → Helmond Sport | Nederland      | Eerste divisie  | 31         | 1          | 1     | 0     | 32     | 1      |
| 2022/23                        | → Helmond Sport | Nederland      | Eerste divisie  | 18         | 0          | 1     | 0     | 19     | 0      |
| 2023/24                        | HSV Hoek        | Nederland      | Derde divisie   | 15         | 2          | 1     | 1     | 16     | 3      |
| Carrièretotaal                 | Carrièretotaal  | Carrièretotaal | Carrièretotaal  | 64         | 3          | 3     | 1     | 67     | 4      |
| Bijgewerkt op 27 december 2023 |                 |                |                 |            |            |       |       |        |        |